# لیرجت ۷۰/۷۵
لیرجت ۷۰/۷۵ (به انگلیسی: Learjet 70/75) یک هواگرد ساختِ کارخانهٔ بمباردیه اروسپیس در کشور کانادا است.